# Retten i Næstved
Retten i Næstved er en byret, hvis retskreds dækker Næstved, Faxe, Sorø og Slagelse kommuner. Retten har til huse på Gardehusarvej 5 i den tidligere gardehusarkasernes bygninger i den østlige del af byen. "Ud af de i alt 72 medarbejdere er der ansat ti dommere, hvoraf den ene er retspræsident, Alex Elisiussen."